# Литовская концепция образования Великого княжества Литовского

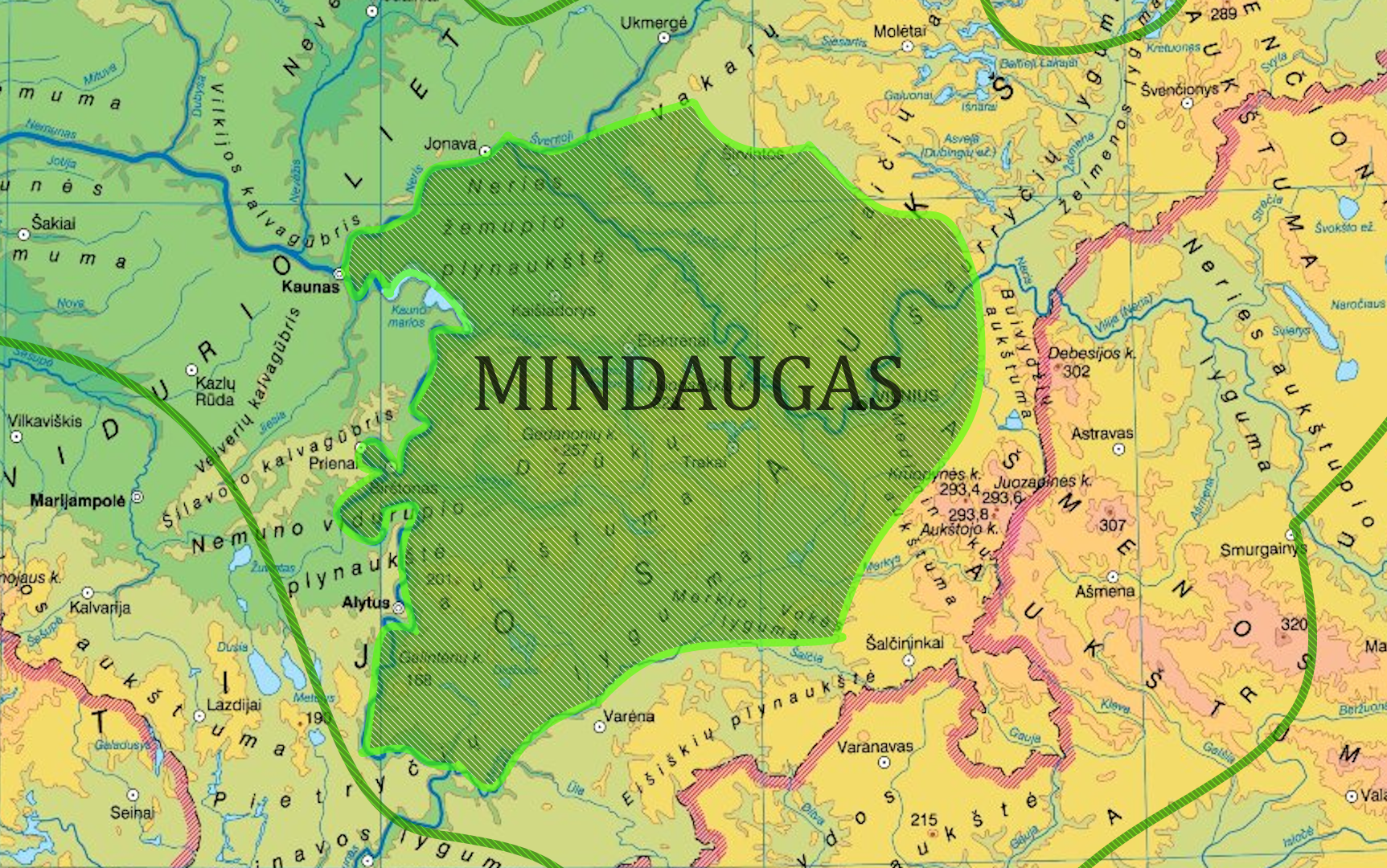
Изначальная территория государства Миндовга по мнению сторонников концепции.

Литовская концепция (также традиционная, летувистская, балтская, официальная советская)  — историографическая концепция, которая рассматривает Великое княжество Литовское как государство, сложившееся на балтской (литовской) основе. Предполагает эволюцию древнелитовского общества до государства и завоевания соседей-славян. Концепция зародилась в XVIII—XIX веках, но её истоки лежат в XVI столетии.
Данной точки зрения придерживались многие российские (а ранее советские) историки, а также большинство польских и литовских учёных. Однако научные сообщества Литвы, России и Польши пересматривают старые взгляды. Так, в частности, от такого подхода отказались в Универсальной литовской энциклопедии.
В рамках белорусско-литовской дискуссии о ВКЛ главными оппонентами представителей концепции являются сторонники Ермоловича, которые позиционируют государство как белорусское. В качестве «третьей силы» выступили приверженцы центристского подхода, учитывающие роль обоих народов. Именно последняя концепция набирает бо́льшую популярность, так как отвергает крайние и односторонние подходы к проблеме.

## Видение и трактовка темы

### Зарождение державы
Государство представляется как итог социально-политического развития древнелитовских племён. Ключевым в формировании державы моментом считается подчинение литовцами жителей Руси. Как отмечают сторонники концепции, когда восточные славяне имели крепкую государственность (IX—XI вв.) — Киевскую Русь, современная Литва представляла собой ряд отдельных земель во главе с «кунигасами» (князьями). Государство тут возникло только в XIII в. и сразу же превратилось в могучую политическую и военную организацию. Для южных и западных земель Руси XII—XIII вв. были периодом феодальной раздробленности, междоусобных войн, которые ослабляли славян. Всё это дополнялось набегами монголо-татаров и крестоносцев. Тем самым, западные и южные земли Руси, невзирая на более высокий уровень развития, стали лёгкой добычей для балтов.
Частью концепции является гипотеза о раннелитовском государстве, которое предположительно возникло в Аукштайтии примерно к 1183 году (год, когда литовцы предприняли первый самостоятельный поход на русские земли). Однако основательное становления княжества относят к середине XIII века. Ослабление Руси в ходе феодальной раздробности считается ключевым фактором, который позволил литовцам начать экспансию, в первую очередь тем, что балты привлекались к конфликтам князей в качестве наёмников. Различные княжеские группировки пытались переманить литовские дружины на свою сторону, то есть они стали зависимы от иноземцев. Предполагается, что в XII в. при поддержке Полоцка, в чьи междоусобицы были вовлечены наёмники, Литва покорила соседние княжества Нальшаны, Дяволтва и Нерис. К 1183 году литовцы могли объединить все эти земли в одно княжество, о чём свидетельствует усиление их мощи в тот период. Импульсом для консалидации балтов стала внешняя угроза: во-первых, стабилизация положения Полоцка привела к возобновлению экспансии полочан в Нальшаны в направлении Браслава; во-вторых, в Балтийский регион приходят крестоносцы. Проведя объединения, с 1183 года Литовское государство начинает набеги на восточных соседей. В XII—XIII вв. литовцы совершали нападения на Псков, Новгород, Полоцк, Великие Луки.
Грабительские набеги связывают с усилением литовского племени – по числу походов литовцы обогнали пруссов и куршей. Как считают сторонниками концепции, возвышение племя и заложило основы для смены племенного строя и последующего возникновения государства. Ссылаясь на договор 1219 г. о союзе между галицко-волынскими и литовскими князьями, где имя будущего основателя державы Миндовга стоит на четвертом месте среди пяти старших князей, указывается, что изначально Литва являлась конфедерацией земель без общего правителя. В 1245–1246 годы Миндовг фигурирует как «верховный король», а это говорит об объединение земель в единое государство с общим правителем. Возможно, что толчком к превращению конфедерации в единую державу стала экспансия крестоносцев в Балтийский регион.

### Развитие государства
В качестве признака функционирования ВКЛ называется распространение понятия «Литва» на новые территории. По мнению сторонников, центром государства была Литва в узком смысле – бывшая территория изначального Литовского княжества, район проживания племени литва. С течением времени название распространилось на территорию современной Литовской Республики. По мнению представителей концепции, историческая Литва заняла территорию Жемайтии, Аукштайтии, Селы и Земгалы. Территориальные претензии великих князей говорят о понимании ими общности всего балтского пространства. Так, например, Витовт на основании языкового родства доказывал принадлежность Жемайтии Литве.
Ядром формирования государства называется «литовская земля» (территория между Неманом и Вилией). При Миндовге к ней присоедены другие заселённые предками литовцев местности. Территории, населённые людьми с родным литовским языком, а позднее – и с литовским самосознанием, постепенно сужались из-за славянизации, но название Литва вместе с границами Великого княжества Литовского распространилось на другие области. Всю территорию ВКЛ с течением времени и стали называть Литвой, в современности — исторической Литвой. В связи с тем подмечено, что в XVI–XVIII вв. шляхта ВКЛ стала считать себя литовцами (литвинами) независимо от своего этнического происхождения. Даже официальный язык государственной письменности, восходящий к языку предков современных украинцев и белорусов, называли «литовским». Согласно литовским историкам, изменения в определении понятия «Литва» произошли на рубеже XIX—XX столетий, когда на смену «старолитовцам» (сторонникам возрождения ВКЛ, которые этнически были представителями разных народов) пришли «младолитовцы» (этнические литовцы, выступавшие за создание национального государства на территориях проживания своего народа).
В коллективном труде «История Литвы» 2013 года сказано, что княжество никогда не смогло бы завоевать просторы Киевской Руси, если бы не монгольское вторжение и междуусобицы. Авторы назвали Литву того периода «теневой империей». Подобные государственные образования возникают на пограничье либо на периферии рушащихся империй, когда бывшие подданные, торговые партнёры или союзники-сателлиты подчиняют себе часть её территории. Обычно захватчики перенимают административную структуру и культурное наследие, что и происходило с литовцами.
В данной ситуации при князе Ольгерде появляется курс на покорение Руси («вся Русь должна принадлежать литовцам»). В качестве средств экспансии использовались и прямой захват силой, и династические браки (хотя и те заключались под непрекрытым военным давлением). Ссылаясь на византийские источники, литовские историки указывают на упоминания о своих предках, как об «отважном и воинственном народе». При этом, как указывается, литовцы после захвата не торопились с притеснением, т. е. поначалу не меняли сложившийся порядок (подобная политика известна со времён Гедимина под выражением «не разрушать старины, не вводить новизны»). Правители сохраняли старые княжеские структуры, что позднее оформилось в удельные привилегии, то есть в автономии. Причиной таких отношений объясняется более высоким уровнем культурного развития славян. Литва не могла навязать другим народам ни свой язык, ни свою культуру, ни свою религию, поскольку язычество было не в состоянии конкурировать с православием, обладавшим к тому времени развитой организационной структурой и письменностью.
Ввиду данного обстоятельства, литовская правящая верхушка начала славянизироваться. Литовские князья и наместники новых территорий нередко переходили из язычества в православие. Через контакты с покорённым населением в литовский язык попали христианские понятия, пришла живопись и каменная архитектура. Русины, то есть православное славянское население, были в числе приближённых великих князей.

### Первая столица
В рамках белорусско-литовской дискуссии идут споры о происхождении правящей династии и первой столицы державы. Литовская сторона настаивает, что это был Кярнаве, базируясь на труде «Гонец цноты» 1574 года Матея Стрыйковского.

## Критика
Критики отмечают, что вклад и роль предков белорусов при таком подходе не рассматриваются. Вместо завоеваний выдвигается предположение о сотрудничестве и мирном вхождении земель Руси под власть литовцев, где военная мощь балтов объединилась с культурными достижениями восточных славян.
Представители белорусской концепции Николая Ермоловича, опираясь на топонику, летописную Литву располагают не на современной литовской территории, а в Верхнем Понемоньи между Полоцкой, Туравско-Пинской и Новогрудской землями. Затем данное название распространилось на всю территорию Беларуси и восток Литвы. Большая часть Литовской Республики называлось Жмудью (Жемайтией). Павел Урбан отмечал, что Жамойть была обособленным от Литвы краем, также как и Аукштайтия — другая область, население которой стала основой для современного литовского народа.
Оппоненты указывают, что по Статуту ВКЛ государствообразующими народами были литвины (белорусы) и русины (украинцы), а вот жмудины (литовцы) объявлялись вместе с евреями лишёнными прав национальными меньшинствами. Присвоение название Литвы жмудинам пришло при российских властях: вместо «литвины» в значении белорусов царизм ввёл в 1870-х понятие «литовцы» в значении жмудов (процесс был начат в XVI веке, когда в Восточной Пруссии под литовцами начали понимать именно балтское население государства). Балтский компонент в ВКЛ объясняется наличием на территории современной Гродненской области ятвягов, которые белорусизировались и никак не связаны с литовцами.
Роль Миндовга в истории последователи Ермоловича считают преувеличенной. Отдаётся большее значение деятельности Войшелка. Именно им проведено объединение Новогородской, Пинской, Нальшанской, Деволтовской, Полоцко-Витебской и летописных Литовских земель в единое государство. Однако если присоединение балтских территорий было насильственным, то присоединение Пинска, Полоцка и Витебска проходило добровольно. Подобным образом к Великому княжеству Литовскому присоединялись и другие белорусские земли. Решающую объединительную роль в начальный период играл Новогрудок. Отмечается, что восточнославянские земли во многом определяли культурное и экономическое развитие ВКЛ. Согласно белорусской концепции, хоть правящая династия и часть аристократов имели литовское происхождение, феодалы белорусских и других земель Руси также участвовали в управлении страной.
Представители центристской концепции критикуют «белорусов» и «литовцев» за то, что государственность не рассматривается как политическое образование, совокупность политических институтов, а сводится к территории, языку и другим этническим признакам. Великое княжество Литовское названо ими полиэтническим государством.